# Kelleren
Das Großsteingrab Kelleren ist eine megalithische Grabanlage der jungsteinzeitlichen Nordgruppe der Trichterbecherkultur im Kirchspiel Værløse in der dänischen Kommune Furesø. Es wurde 1985 archäologisch untersucht.

## Lage
Das Grab liegt südlich von Værløse im Waldgebiet Lille Hareskov. Etwa 150 m ostsüdöstlich liegen das Großsteingrab Lille Hareskov/Afd. 116 und das Großsteingrab Lille Hareskov. In der näheren Umgebung gibt bzw. gab es zahlreiche weitere megalithische Grabanlagen.

## Forschungsgeschichte
Im Jahr 1985 führten Mitarbeiter des Dänischen Nationalmuseums eine Dokumentation und Ausgrabung der Fundstelle durch.

## Beschreibung
Die Anlage besitzt eine nordwest-südöstlich orientierte rechteckige Hügelschüttung mit einer Länge von 12 m und einer Breite von 7 m. Der Hügel ist mit kopfgroßen Steinen bedeckt. Von der Umfassung sind noch sechs Steine an der nordöstlichen und zwei an der südwestlichen Langseite erhalten. Der von Nordwesten aus gesehen dritte Stein an der Nordostseite weist eine senkrechte Rille auf.
Im Nordostteil des Hügels befinden sich die Reste einer Grabkammer. Es ist nur noch ein Stein erhalten. Maße, Orientierung und Typ der Kammer lassen sich nicht mehr bestimmen.